# سوني باركر (كرة سلة)
سوني باركر (بالإنجليزية: Sonny Parker)‏ مواليد 22 مارس 1955 في شيكاغو، هو لاعب كرة سلة أمريكي معتزل. بدأ مسيرته الاحترافية في سنة 1976. تم اختياره من قبل فريق غولدن ستايت ووريورز خلال الدرافت. حمل الرقم 22. يبلغ طوله 6 قدم 6 بوصة (2.0 م). اعتزل اللعب في 1982. أحرز خلال مسيرته في الإن بي إيه 4471 نقطة بمعدل 9.9 نقاط في المباراة الواحدة.

## روابط خارجية
- سوني باركر على موقع إن بي أي (الإنجليزية)
- سوني باركر على موقع سبورتس رفرنس (الإنجليزية)
- سوني باركر على موقع كلية كرة السلة في سبورتس رفرنس.كوم (الإنجليزية)
- سوني باركر على موقع ريلجم (الإنجليزية)
- سوني باركر على موقع بروبوليرز (الإنجليزية)